# Axel Åhman

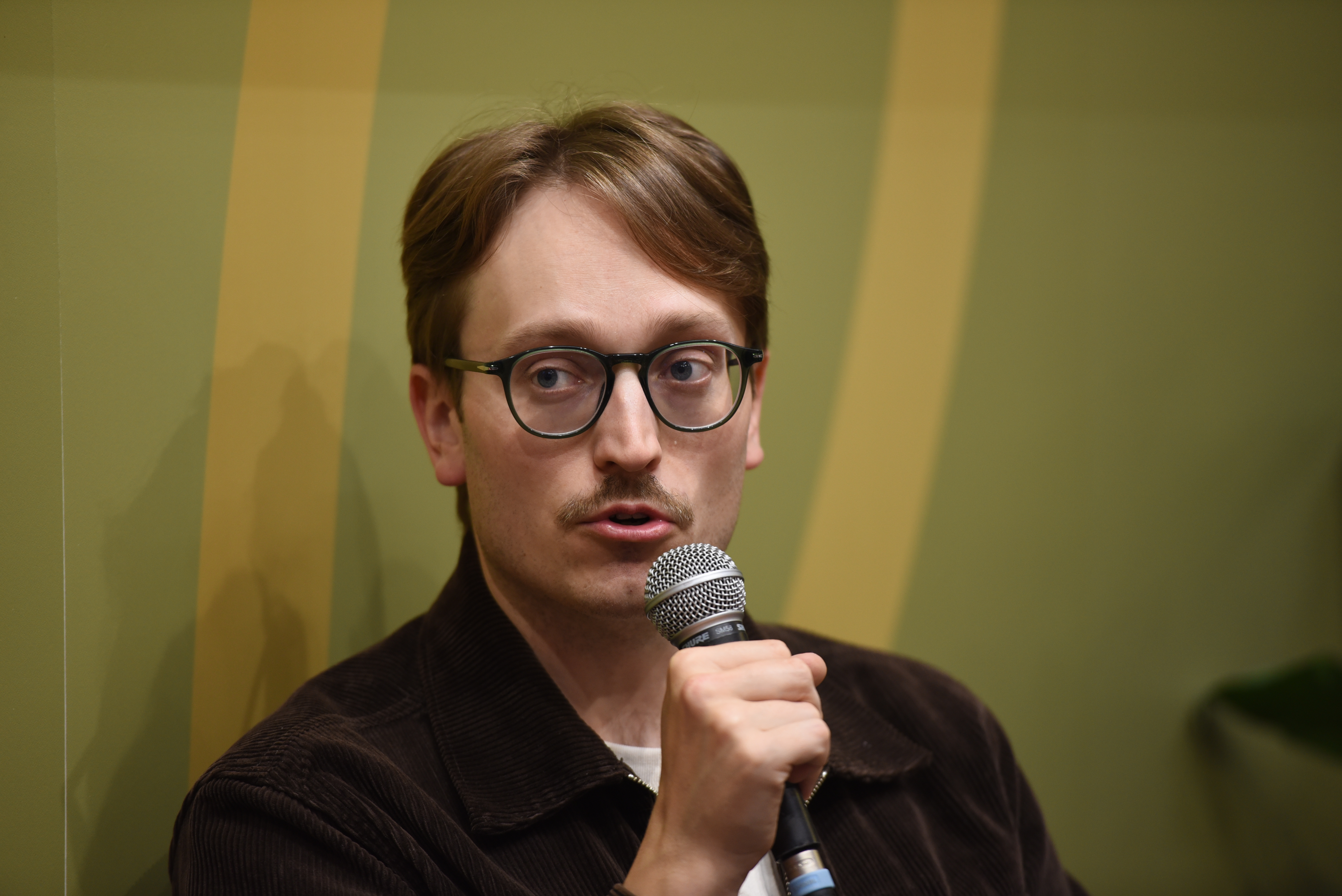
Axel Åhman på Bokmässan i Göteborg 2024.

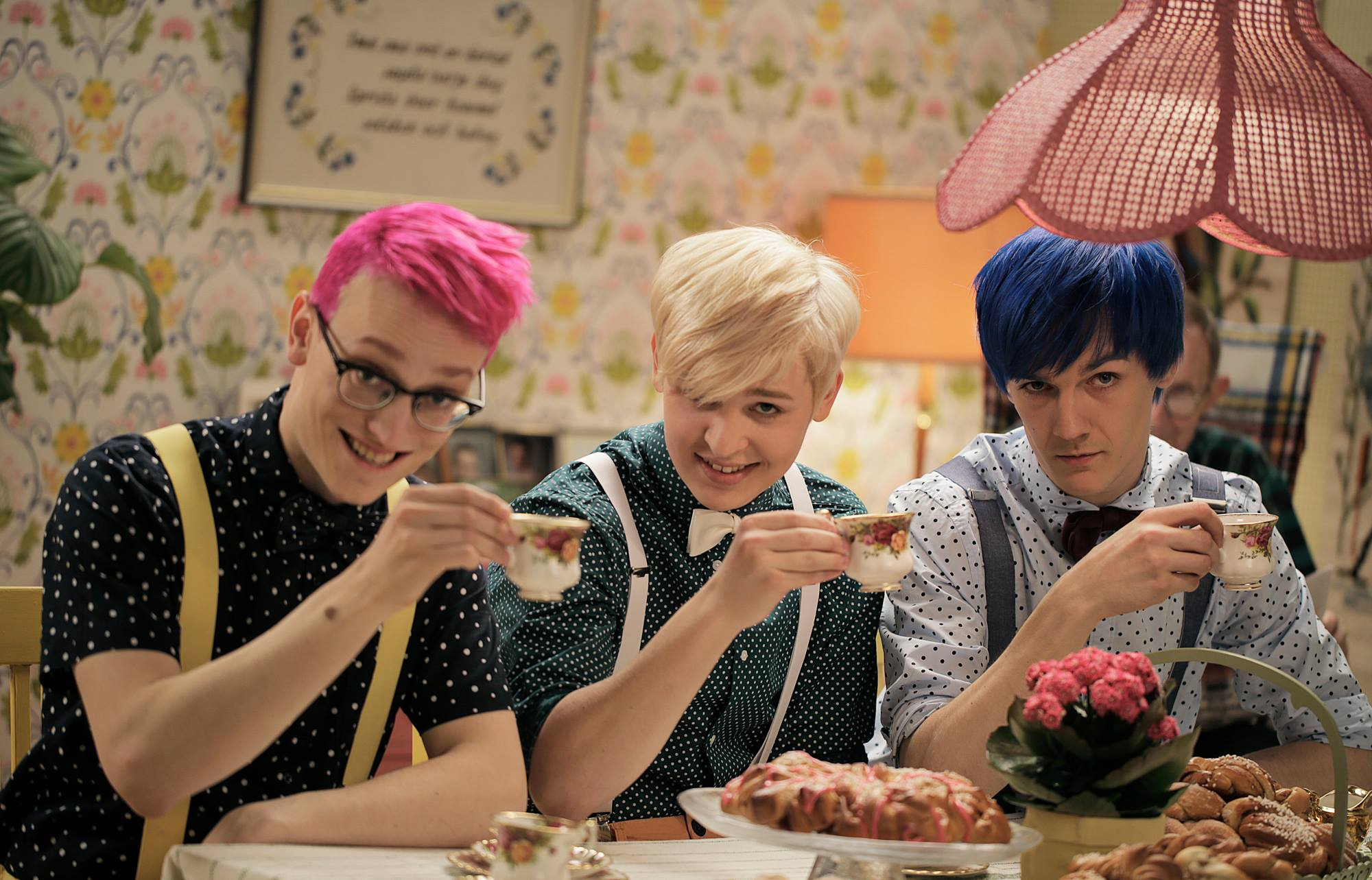
Bild från inspelningen av Kajs musikvideo till låten Pa to ta na kako?, 2016. Axel Åhman vill vänster.

Axel Johannes Åhman, född 6 februari 1993 i Vörå i Österbotten, är en finlandssvensk komiker, musiker, författare och journalist. Han är sedan år 2009 medlem i humorgruppen Kaj där han tillsammans med resten av gruppen skapar dess material, sjunger och spelar basgitarr (både elbas och akustisk basgitarr) samt ibland fiol.

## Biografi
Åhman är uppvuxen i byn Palvis i Vörå kommun. Han har studerat journalistik vid Svenska social- och kommunalhögskolan vid Helsingfors universitet. Efter åtta år i Helsingfors återvände Åhman till Österbotten och bosatte sig i Vasa.
Skönlitterärt debuterade Åhman 2020 med novellsamlingen Klein vilket är vöråmål för "klen". Även novellernas dialog är till stor del skriven på Vörådialekt. Samlingens övergripande tema är maskulinitet och att växa upp till man. Under 2017 tilldelades Åhman tredje pris i Arvid Mörne-tävlingen för en av novellerna i samlingen, Bastutronen. Romanen Eldsjäl, från 2023, handlar om en lokalrevy och dess ordförande som kämpar för att få allt att fungera. Under slutet av 2024 kom hans första bok för barn och ungdomar, adventsboken Smugglarens skatt.
Som journalist programledde Åhman serien Utanför boxen som undersökte normer kring olika ämnen. Den sändes på Yle 2020. Han är en av manusförfattarna till komediserien Halln, som sändes i finsk TV 2025.. Han var en av Vegas sommarpratare 2014 och kommer att vara sommarvärd i Sommar i P1 i augusti 2025.